# Teaser (musikalbum)
Teaser är den amerikanske gitarristen Tommy Bolins debutalbum. Den gavs ut i oktober 1975 i samband med Deep Purples album Come Taste the Band, där Bolin också medverkade. Albumet fick mycket bra recensioner från journalister när det gavs ut, men nådde dock inga högre höjder på listorna då Bolin inte kunde marknadsföra albumet samtidigt som han spelade med Deep Purple.
Låten Teaser spelades in som cover 1989 av det amerikanska hårdrocksbandet Mötley Crüe och gavs ut på albumet Decade of Decadence.

## Låtlista
| Nr           | Titel           | Kompositör                                           | Längd |
| ------------ | --------------- | ---------------------------------------------------- | ----- |
| 1.           | The Grind       | Tommy Bolin, Jeff Cook, Stanley Sheldon, John Teasar | 3:29  |
| 2.           | Homeward Strut  | Bolin                                                | 3:57  |
| 3.           | Dreamer         | Cook                                                 | 5:08  |
| 4.           | Savannah Woman  | Bolin, Cook                                          | 4:29  |
| 5.           | Teaser          | Bolin, Cook                                          | 4:26  |
| 6.           | People, People  | Bolin                                                | 4:56  |
| 7.           | Marching Powder | Bolin                                                | 4:14  |
| 8.           | Wild Dogs       | Bolin, Teasar                                        | 4:40  |
| 9.           | Lotus           | Bolin, Teasar                                        | 3:57  |
| Total längd: | Total längd:    | Total längd:                                         | 37:38 |

## Listplaceringar
| Teaser | 96 |

## Medverkande
- Tommy Bolin - gitarr, sång
- Stanley Sheldon - bas (1, 2, 3, 5, 6, 7)
- Paul Stallworth - bas (4, 8, 9)
- Dave Foster - piano/synthesizer (1, 2, 3)
- Jan Hammer - synthesizer (6, 7), trummor (6)
- Ron Fransen - piano (9)
- David Sanborn - saxofon (6, 7)
- Jeff Porcaro - trummor (1, 2, 3, 5)
- Prairie Prince - trummor (4, 8)
- Narada Michael Walden - trummor (7)
- Bobbie Berge - trummor (9)
- Phil Collins - slagverk (4)
- Sammy Figueroa - slagverk (6, 7)
- Rafael Cruz - slagverk (6, 7)
- Glenn Hughes - sång (3)
- Dave Brown - kör (1)
- Lee Kiefer - kör (1)